# Representação espectral de Källén-Lehmann
Na teoria quântica de campos, a Representação espectral de Källén-Lehmann fornece uma expressão geral para a função correlacional de dois pontos na mecânica quântica como uma soma de propagadores livres. Ela foi descoberta de forma independente por Gunnar Källén e Harry Lehmann. A representação pode ser escrita como
{\displaystyle \Delta (p)=\int _{0}^{\infty }d\mu ^{2}\rho (\mu ^{2}){\frac {1}{p^{2}-\mu ^{2}+i\epsilon }}}
onde {\displaystyle \rho (\mu ^{2})} é a função de densidade espectral que deve ser definida positivamente, numa teoria de gauge, esta condição não pode ser garantida, mas uma representação espectral pode ser fornecida. Esta é uma técnica não perturbativa da teoria quântica de campos.

## Definição
Para se obter uma representação espectral para o propagador de um campo {\displaystyle \Phi (x)}, é necessário considerar um conjunto de estados {\displaystyle \{|n\rangle \}} de forma que, a função correlacional pode ser escrita como
{\displaystyle \langle 0|\Phi (x)\Phi ^{\dagger }(y)|0\rangle =\sum _{n}\langle 0|\Phi (x)|n\rangle \langle n\Phi ^{\dagger }(y)|0\rangle .}
Agora utilizando o grupo de Poincaré do vácuo, obtêm-se
{\displaystyle \langle 0|\Phi (x)\Phi ^{\dagger }(y)|0\rangle =\sum _{n}e^{-ip_{n}\cdot (x-y)}|\langle 0|\Phi (0)|n\rangle |^{2}.}
Introduzindo-se a função de densidade espectral
{\displaystyle \rho (p^{2})\theta (p_{0})(2\pi )^{-3}=\sum _{n}\delta ^{4}(p-p_{n})|\langle 0|\Phi (0)|n\rangle |^{2}.}
Pode-se utilizar o facto que a função correlacional, sendo uma função de {\displaystyle p_{\mu }}, apenas pode depender de {\displaystyle p^{2}}. Além disto, todos os estados intermediários possuem {\displaystyle p^{2}\geq 0} e {\displaystyle p_{0}>0}. Logo percebe-se que a função de densidade espectral será real e positiva. Então pode-se escrever que
{\displaystyle \langle 0|\Phi (x)\Phi ^{\dagger }(y)|0\rangle =\int {\frac {d^{4}p}{(2\pi )^{3}}}\int _{0}^{\infty }d\mu ^{2}e^{-ip\cdot (x-y)}\rho (\mu ^{2})\theta (p_{0})\delta (p^{2}-\mu ^{2})}
e pode-se trocar a integral livremente, obtendo-se a expressão
{\displaystyle \langle 0|\Phi (x)\Phi ^{\dagger }(y)|0\rangle =\int _{0}^{\infty }d\mu ^{2}\rho (\mu ^{2})\Delta '(x-y;\mu ^{2})}
onde
{\displaystyle \Delta '(x-y;\mu ^{2})=\int {\frac {d^{4}p}{(2\pi )^{3}}}e^{-ip\cdot (x-y)}\theta (p_{0})\delta (p^{2}-\mu ^{2})}.
Do teorema CPT sabe-se que uma expressão idêntica pode ser obtida para {\displaystyle \langle 0|\Phi ^{\dagger }(x)\Phi (y)|0\rangle } e então conclui-se da expressão para o produto de campos cronologicamente ordenados
{\displaystyle \langle 0|T\Phi (x)\Phi ^{\dagger }(y)|0\rangle =\int _{0}^{\infty }d\mu ^{2}\rho (\mu ^{2})\Delta (x-y;\mu ^{2})}
onde
{\displaystyle \Delta (p;\mu ^{2})={\frac {1}{p^{2}-\mu ^{2}+i\epsilon }}}
é um propagador de partícula. Obtém-se a decomposição espectral.

## Leitura recomendada
- Weinberg, S. (1995). The Quantum Theory of Fields: Volume I Foundations. [S.l.]: Cambridge University Press. ISBN 0-521-55001-7
- PESKIN, Michael; SCHOEDER, Daniel (1995). An Introduction to Quantum Field Theory. [S.l.]: Perseus Books Group. ISBN 0-201-50397-2
- Zinn-Justin, Jean (1996). Quantum Field Theory and Critical Phenomena 3rd ed. [S.l.]: Oxford University Press. ISBN 0-19-851882-X